# قريبات البوبوصورات
قريبات البوبوصورات (الاسم العلمي:†Poposauroidea) هي فوق فصيلة منقرضة من الزواحف تتبع نظيرات أشباه التمساحيات.

## التصنيف
- البوبوصورات
  - البوبوصور